# Pinguiophyceae
Pinguiophyceae es un pequeño grupo de algas marinas unicelulares del filo Ochrophyta compuesto por cinco especies. Se caracterizan por una alta concentración de ácidos grasos poliinsaturados en el citoplasma. Otras características comunes son la falta de pared celular y la tendencia a la pérdida de flagelos, incluso en la etapa de zoosporas, lo que es inusual entre los heterocontos. Una especie, Polypodochrysis teissieri, habita en estratos bentónicos (a veces se encuentra el mucílago de otras algas) y es capaz de producir un caparazón con uno o más cuellos tubulares. Las otras especies viven en el plancton.